# Guiano
Guiano（ぐいあの、2001年1月21日 - ）は、日本のボカロP、シンガーソングライター、作曲家、作詞家。ALLT STUDIO所属。ニコニコ動画、YouTubeなどの動画投稿サイトにVOCALOIDを使用したオリジナル楽曲や自らが歌った楽曲を投稿している。EDMや、ピアノバラード、アコースティックまで様々なジャンルの楽曲を手掛けている。
また、2020年5月よりゲームチャンネルを開設しゲーム実況やライブ配信を行っており音楽以外での活動にも幅を広げている。

## 経歴
13歳のとき、不登校になったことをきっかけに、父親から教わったDTMとアコースティックギターで作曲活動を始める。2014年に「ペルヴェルセ」をニコニコ動画に投稿しボカロPデビューした。その後、「シャナ」「死んでしまったのだろうか」「スーパーヒーロー」といった曲をヒットさせる。
2019年10月18日友人であるカンザキイオリに誘われた事をきっかけに自身が所属するクリエイティブレーベル「KAMITSUBAKI STUDIO」を発足させた。同レーベルにはバーチャルシンガーの花譜やイラストレーターのPALOWなど様々なアーティストが所属している。
2019年11月27日に1stアルバム『Love & Music』を発売した。ボカロPとしての活動にいったん区切りをつけ、これ以降、シンガーソングライターとしての活動を本格的に始める。
2020年8月12日に1stEP『あの夏の記憶だけ』を配信開始した。2020年8月30日に初ワンマンライブ「Guiano 1st ONE-MAN LIVE 「あの夏の記憶だけ」」を渋谷WWWで開催。
2021年3月24日に2ndアルバム『A』を発売した。2021年6月19日にワンマン「Guiano 2nd ONE-MANA LIVE『A』」を渋谷WWWで開催。
2021年11月12日公開のアニメ映画『サマーゴースト』の音楽を、小瀬村晶、当真伊都子、HIDEYA KOJIMAと共に担当。
2022年2月27日放送開始の日本テレビのZドラマ枠である『卒業式に、神谷詩子がいない』の主題歌を手掛ける。
2023年3月31日、豊洲PITで開催された「KAMITSUBAKI FES '23」に参加。2023年7月、バーチャルシンガー理芽との全8曲書き下ろしによるコラボアルバム『imagine』をリリースすることが発表された
2024年5月8日、スタジオの再編に伴いKAMITSUBAKI STUDIOから新設されたALLT STUDIOに移籍。

## ディスコグラフィ

### 配信限定シングル
|     | 発売日         | タイトル   |
| --- | -------------- | ---------- |
| 1st | 2017年1月16日  | 群青の街   |
| 2nd | 2017年11月12日 | LIFE       |
| 3rd | 2018年4月28日  | Black Gold |
| 4th | 2018年11月18日 | 無題       |

|     | 発売日         | タイトル                                        | 提供楽曲                                     |
| --- | -------------- | ----------------------------------------------- | -------------------------------------------- |
| 1st | 2017年11月12日 | 冬のライラ                                      | Morning Glory、shanna                        |
| 2nd | 2018年4月28日  | ガールズコレクション                            | アポロ、Don't stop music                     |
| 3rd | 2018年11月18日 | amaryllis                                       | 愛されたいだけだ、凍えそうだ、きっと僕等も   |
| 4th | 2018年11月18日 | アントゥルース・ディストーション                | 馬鹿のふりだな                               |
|     | 2019年2月20日  | ましのみ「ぺっとぼとレセプション」              | コピペライター（編曲）                       |
| 5th | 2020年1月22日  | KARENT presents Planet Traveler feat. 初音ミク  | 月がない街                                   |
|     | 2021年1月20日  | 理芽「法螺話 (with Guiano)」                    | 法螺話 (with Guiano)                         |
|     | 2021年5月19日  | 神田沙也加「MUSICALOID #38 Act.3」              | 死んでしまったのだろうか（作詞・作曲・編曲） |
|     | 2021年12月15日 | EXIT TUNES PRESENTS Vocalodelight feat.初音ミク | スーパーヒーロー（作詞・作曲・編曲）         |
|     | 2023年5月10日  | ナナヲアカリ「奇縁ロマンス」                    | 忘れないでベイベー（作詞・作曲・編曲）       |

## ミュージックビデオ
| 公開日     | 監督   | 曲名                                       | 備考                               |
| ---------- | ------ | ------------------------------------------ | ---------------------------------- |
| 2016/06/18 | Guiano | 殺されている(feat. IA)                     | イラスト：Nanon                    |
| 2016/07/30 | Guiano | 空の随に (feat. IA)                        |                                    |
| 2016/09/24 | Guiano | 沈む世界、夢灯篭 (feat. IA)                |                                    |
| 2016/10/12 | Guiano | 辿る深海、俄雨 (feat IA)                   | イラスト：Nanon                    |
| 2016/10/12 | Guiano | ミズアメ (feat. IA)                        | イラスト：そっぽさん(今日も雨です) |
| 2016/10/12 | Guiano | 世界秩序と六等星 (feat. IA)                | イラスト：そっぽさん               |
| 2016/11/06 | Guiano | ここまでコピペ (feat.IA)                   |                                    |
| 2016/11/06 | Guiano | さよなら、ラブソング (feat.IA)             |                                    |
| 2016/11/30 | Guiano | No title. (feat.IA)                        |                                    |
| 2016/12/26 | Guiano | ここまでコピペ -2016 Ver- (feat.IA)        |                                    |
| 2017/01/29 | Guiano | 群青の街 (feat.IA)                         | イラスト：雨さん                   |
| 2017/02/03 | Guiano | ゲジ (feat.IA)                             |                                    |
| 2017/03/14 | Guiano | ペルヴェルセ (feat.IA)                     |                                    |
| 2017/04/02 | Guiano | 生きる証 (feat.IA)                         | イラスト:雨さん                    |
| 2017/04/02 | Guiano | レイニー (feat.IA)                         | 写真:テルハ                        |
| 2017/06/09 | Guiano | 目眩む夜、彗星 (feat.IA)                   | イラスト:雨さん                    |
| 2017/06/30 | Guiano | Summer Dream (feat.IA)                     | イラスト:Y_Y                       |
| 2017/09/06 | Guiano | I love you (feat.IA)                       | イラスト:my                        |
| 2017/10/19 | Guiano | Let it be (feat.IA)                        | イラスト:87                        |
| 2017/11/28 | Guiano | Nobody (feat.IA)                           | 写真:テルハ                        |
| 2017/12/19 | Guiano | シャナ (feat.IA)                           | イラスト:Y_Y                       |
| 2018/01/27 | Guiano | ブラックゴールド (feat.IA)                 | イラスト:茉史                      |
| 2018/04/14 | Guiano | スーパーヒーロー (feat.IA)                 | イラスト:Y_Y                       |
| 2018/05/11 | Guiano | Ever (feat.IA)                             | イラスト:茉史                      |
| 2018/05/24 | Guiano | 眠り姫 (feat.IA)                           | イラスト:みふる                    |
| 2018/07/16 | Guiano | 死んでしまったのだろうか (feat.flower)     |                                    |
| 2018/08/23 | Guiano | また季節が一つ過ぎ去ってゆく (feat.flower) |                                    |
| 2018/09/18 | Guiano | 忘れたいことばっかだ (feat.flower)         |                                    |
| 2018/11/15 | Guiano | 無題 (feat.flower)                         |                                    |
| 2018/11/16 | Guiano | おばけのテレフォン (feat.flower)           |                                    |
| 2018/12/01 | Guiano | 凍えそうだ (feat.flower)                   |                                    |
| 2019/02/09 | Guiano | 波に呑まれる前に (feat.flower)             |                                    |
| 2019/04/06 | Guiano | ミュージック (feat.初音ミク)               |                                    |